# Juramento (stacja metra)
Juramento – stacja metra w Buenos Aires, na linii D. Znajduje się pomiędzy stacjami José Hernández, a Congreso de Tucumán. Stacja została otwarta 21 czerwca 1999.